# Syngnathus safina
Syngnathus safina är en fiskart som beskrevs av Hannes F. Paulus 1992. Syngnathus safina ingår i släktet Syngnathus och familjen kantnålsfiskar. Inga underarter finns listade i Catalogue of Life.